# Episodi di ParangNormal Activity (terza stagione)
La terza stagione della serie televisiva filippina #ParangNormal Activity, composta da 4 episodi, è stata trasmessa da TV5 dal 9 al 30 gennaio 2016.
In Italia la serie è inedita.
| nº | Titolo originale   | Titolo italiano | Prima TV USA    | Prima TV Italia |
| -- | ------------------ | --------------- | --------------- | --------------- |
| 1  | Haunted Appliances |                 | 9 gennaio 2016  |                 |
| 2  | Parang panaginip   |                 | 16 gennaio 2016 |                 |
| 3  | Parang bangungot   |                 | 23 gennaio 2016 |                 |
| 4  | Parang katapusan   |                 | 30 gennaio 2016 |                 |